# HD 42618
HD 42618 är en välstuderad ensam stjärna i den mellersta  delen av stjärnbilden Orion. Den har en skenbar magnitud av ca 6,85 och kräver åtminstone en handkikare för att kunna observeras. Baserat på parallax enligt Gaia Data Release 2 på ca 41,0 mas, beräknas den befinna sig på ett avstånd på ca 80 ljusår (ca 24 parsek) från solen. Den rör sig närmare solen med en heliocentrisk radialhastighet på ca -54 km/s och beräknas ligga på ett avstånd av 42,6 ljusår från solen om ca 297 000 år. Den har en relativt stor egenrörelse av 0,321 bågsekund per år över himlavalvet.

## Egenskaper
HD 42618 är en solliknande gul till vit stjärna i huvudserien av spektralklass G4 V. Seismiska modeller tyder på att stjärnan är äldre och mera utvecklad än solen. Den har en låg projicerad rotationshastighet av 1,8 km/s, som är konsistent med stjärnans låga aktivtetsnivå. Den har en massa som är ca 0,92 solmassor, en radie som är ca 0,94 solradier och har ca 0,92 gånger solens utstrålning av energi från dess fotosfär vid en effektiv temperatur av ca 5 800 K.

## Planetsystem
År 2016 tillkännagavs upptäckten av en möjlig exoplanet som kretsar kring HD 42618. Den hittades genom metoden för mätning av radial hastighet, som visade en periodicitet på 149,6 dygn. Planeten som kretsar på ett avstånd av 0,55 AE från värdstjärnan med en excentricitet på 0,2 och en Neptunusliknande massa. En andra signal med en period på 388 dygn upptäcktes, men denna är obekräftat och kan vara falsk. En signal på 4 850 dygn är sannolikt resultatet av stjärnans magnetiska aktivitetscykel.
| Planet | Massa           | Halv storaxel (AE) | Siderisk omloppstid (d) | Excentricitet | Inklination | Radie |
| ------ | --------------- | ------------------ | ----------------------- | ------------- | ----------- | ----- |
| b      | ≥ 14,4 ± 2,4 M🜨 | 0,554 ± 0,011      | 149,61 ± 0,34           | 0,19 ± 0,12   | -           | -     |